# Orust (comuna)
Orust  (em sueco: Orusts kommun;  ouça a pronúncia) é uma comuna da Suécia localizada no condado da Västra Götaland. Sua capital é a cidade de Henån. Possui 386 quilômetros quadrados e tem 15 218 habitantes (2019).
Está situada no estreito de Escagerraque, no litoral da província da Bohuslän, a uma distância de 60 km a norte de Gotemburgo e 30 km a sudoeste de Uddevalla.
Orust está rodeada de fiordes, e é a maior ilha da Costa Oeste da Suécia (Västkusten).

## Etimologia e uso
O nome geográfico Orust deriva possivelmente do termo urð (margem) em sueco antigo, significando ”ilha perto da costa, com boa pesca”.
A localidade está mencionada como Orðost, em 1320.

## Localidades principais
Localidades com mais população da comuna (2019):

| # | Localidade | População |
| - | ---------- | --------- |
| 1 | Henån      | 2 300     |
| 2 | Svanesund  | 2 031     |
| 3 | Ellös      | 1 091     |

## Economia
A  economia da comuna está baseada em umas 2 000 pequenas empresas. O setor dominante é a construção de barcos, havendo ainda a registar a pesca, a agricultura e o turismo. Muitas pessoas moram em Orust e trabalham em Gotemburgo, Stenungsund e Uddevalla. 

## Comunicações
A comuna de Orust é atravessada pelas estradas regionais 160  (sentido norte-sul) e 178  (sentido leste-oeste).
Dispõe de duas pontes ligando a ilha à ilha vizinha de Tjörn (ponte de Skåpesund) e à comuna de Uddevalla (ponte de Nötesund). Existe uma ligação marítima com ferry boat de Svanesund à comuna de Stenungsund.

## Património turístico
Alguns pontos turísticos mais procurados atualmente são:

- Mollösund - Aldeia piscatória tradicional
- Gullholmen - Aldeia piscatória tradicional

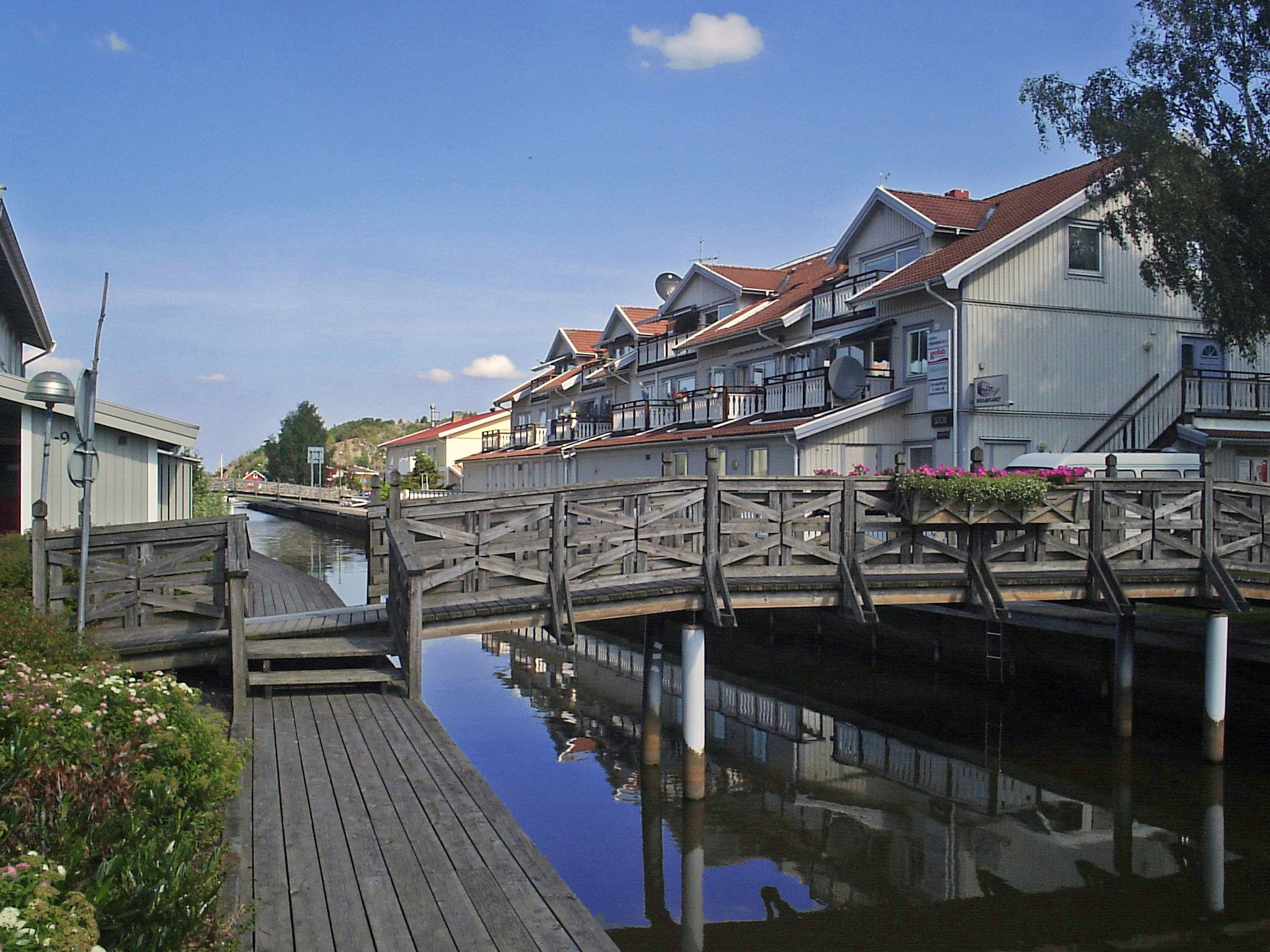
Henån
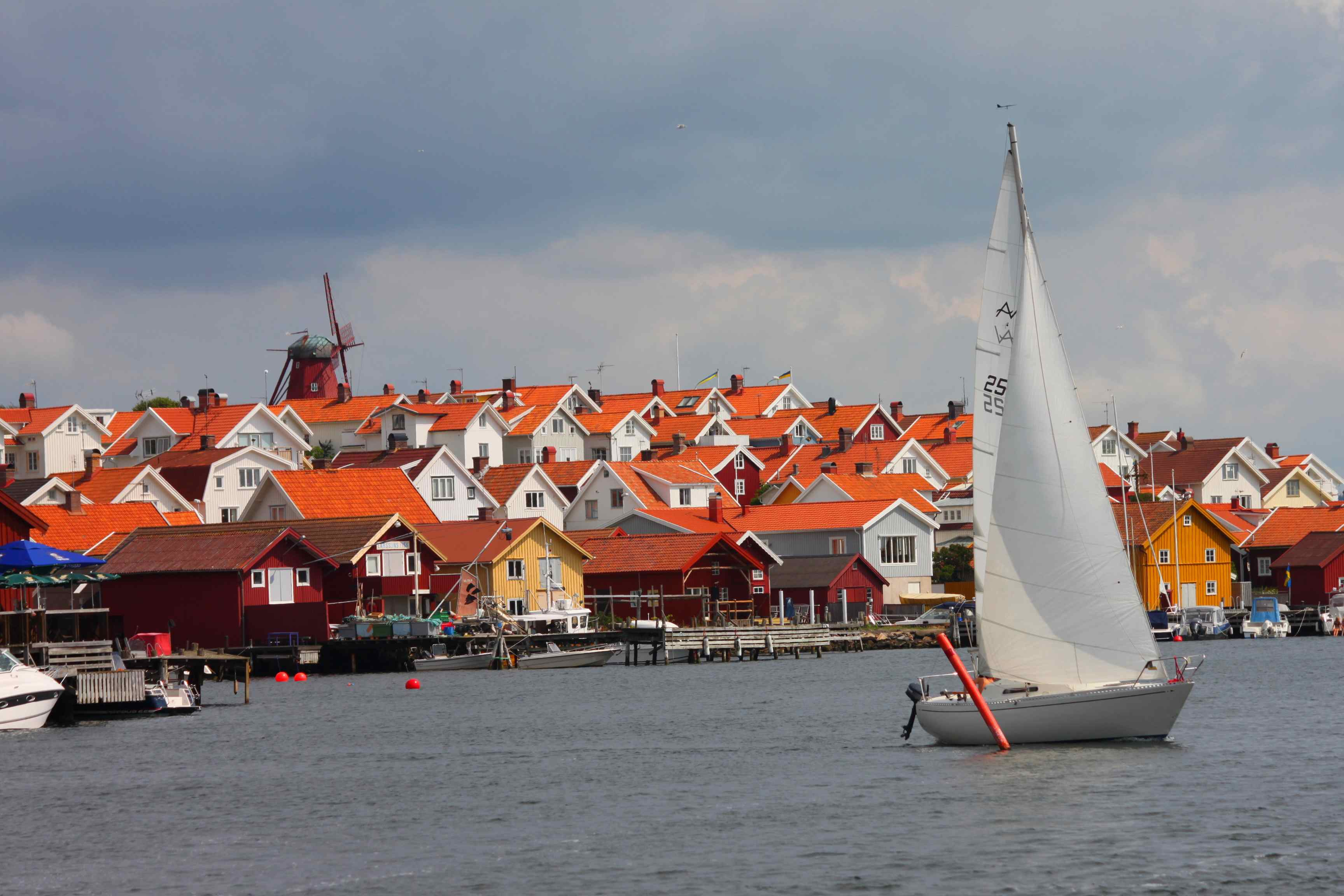
Mollösund
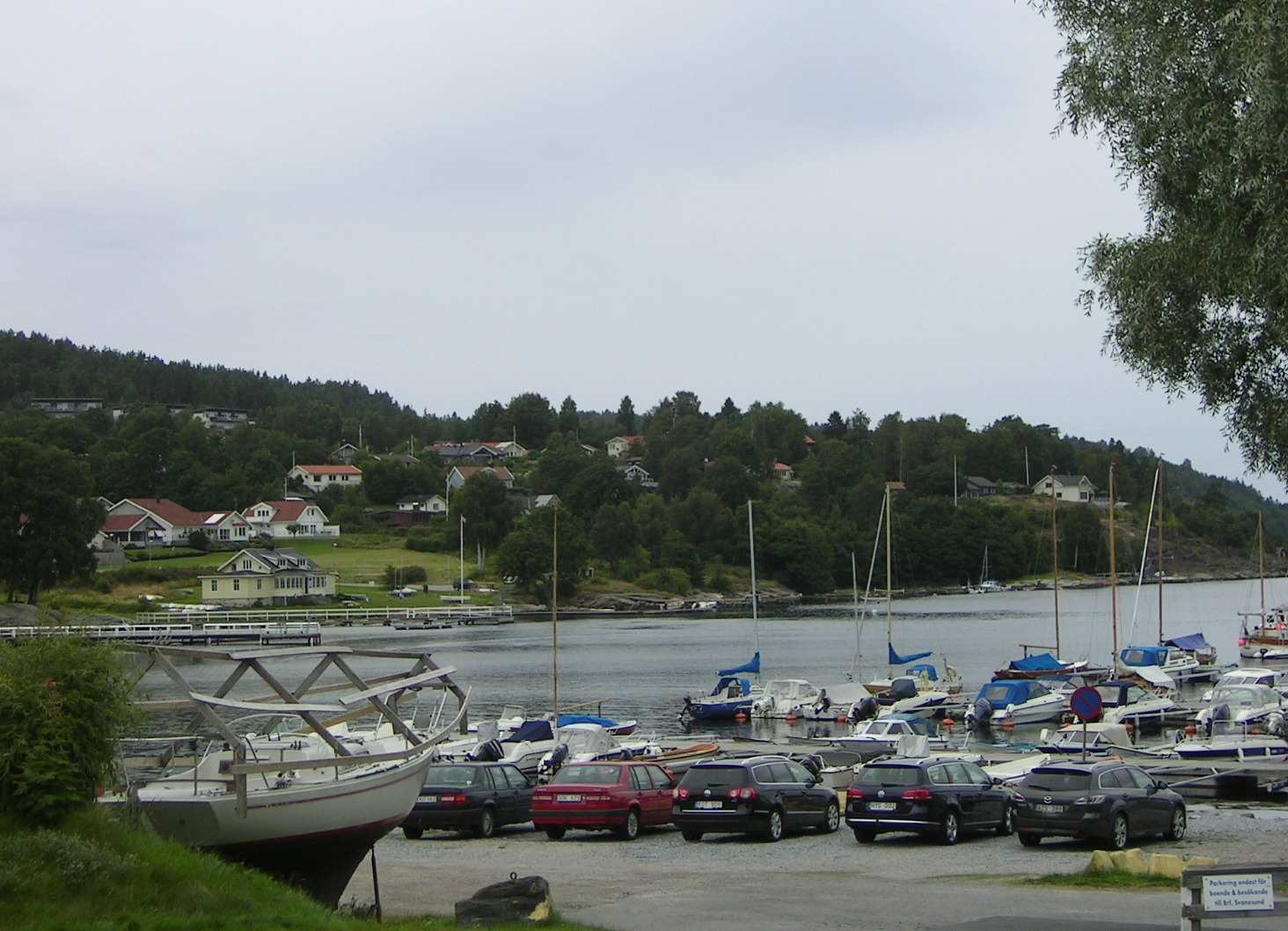
Svanesund
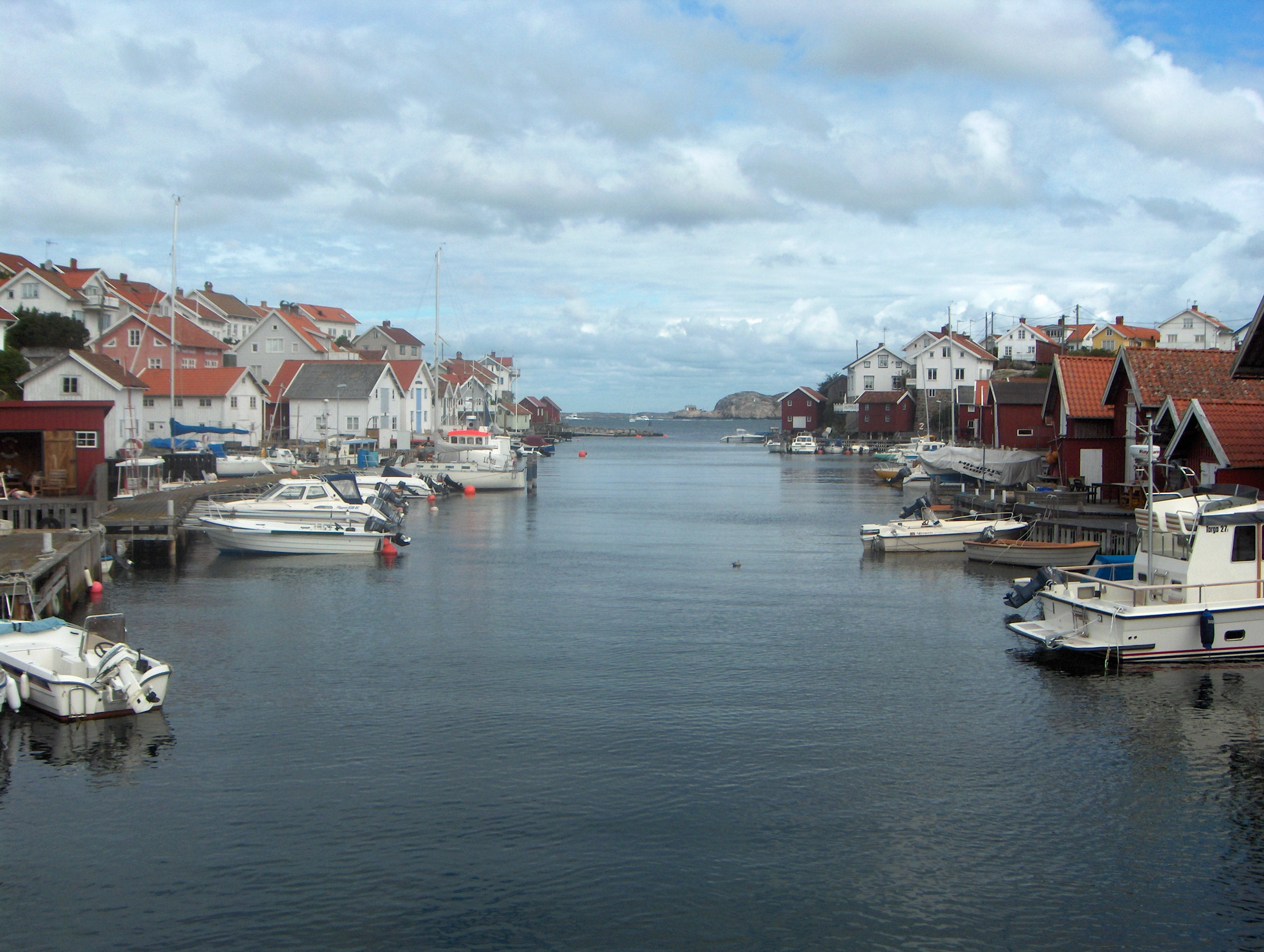
Gullholmen